# Coeo (Lugo)
Coeo (llamada oficialmente San Vicente de Coeo) es una parroquia y una aldea española del municipio de Lugo, en la provincia de Lugo, Galicia.

## Organización territorial
La parroquia está formada por seis entidades de población, constando cinco de ellas en el nomenclátor del Instituto Nacional de Estadística español:
- Coeo
- Corvelle
- Carretera (A Estrada)
- Marce
- Ponte do Bao (Ponte do Vao)
- Quintela

## Demografía

### Parroquia
| Gráfica de evolución demográfica de Coeo (parroquia) entre 2000 y 2020 |
|                                                                        |
| Datos según el nomenclátor publicado por el INE.                       |

### Aldea
| Gráfica de evolución demográfica de Coeo (aldea) entre 2000 y 2020 |
|                                                                    |
| Datos según el nomenclátor publicado por el INE.                   |